# Keigo
 (janvier 2009).
Le keigo (敬語, littéralement « langage du respect ») est l'ensemble du système de politesse en japonais. À la différence des langues occidentales dans lesquelles la notion de politesse se réalise essentiellement à partir de vocabulaire et d'expressions plus ou moins polies, le japonais possède un système grammatical bien défini pour exprimer la politesse. Les mécanismes de politesse en japonais mettent en évidence, aussi bien de manière positive que négative, non seulement la relation qui existe entre le locuteur et l'interlocuteur mais aussi entre le locuteur et les personnes dont il est question au cours de la communication.

## Politesse énonciative et politesse référentielle
Il existe deux ordres de politesse en japonais : la politesse énonciative et la politesse référentielle.
La politesse énonciative concerne l'interlocuteur et sert à instaurer une distance psychosociale avec le locuteur adaptée au contexte de la conversation. On ne s'adresse en effet pas de la même manière à sa famille, à un ami, à un collègue et à un supérieur ou à un client. À ce titre, la politesse énonciative est à comparer au vouvoiement en français.
La politesse référentielle quant à elle concerne les protagonistes de la conversation, qu'ils soient des personnes dont il est question et ne participant pas physiquement à la conversation ou les interlocuteurs eux-mêmes. Elle sert à témoigner du respect et de la déférence aux personnes auxquelles on fait référence.

## Types de politesse
La politesse en japonais se classe globalement en trois catégories : 
- teineigo (丁寧語?), langage poli (politesse énonciative) ;
- sonkeigo (尊敬語?), langage du respect (politesse référentielle) ;
- kenjōgo (謙譲語?), langage de la modestie (politesse référentielle).

Le sonkeigo et le kenjōgo peuvent se combiner avec le teineigo car on peut très bien être à la fois poli et respectueux envers son interlocuteur ou bien être à la fois poli envers son interlocuteur et se montrer modeste.
Un autre nom du kenjōgo (謙譲語) est kensongo (謙遜語). Ce terme est toutefois très peu utilisé.

### Langage poli
Le langage poli, teineigo, la forme la plus simple du keigo, s'emploie par le locuteur lorsqu'il souhaite mettre une certaine distance entre lui et l'interlocuteur, par exemple avec un supérieur hiérarchique ou avec une personne qu'il ne connaît pas. Cependant, il peut arriver que deux amis utilisent un langage familier entre eux dans un contexte privé et le langage poli dans un contexte professionnel. De la même façon, il arrive que les personnes d'une même famille utilisent le langage poli pour s'échanger des lettres alors qu'elles utiliseraient le langage familier à l'oral.
Le registre poli se caractérise par les marqueurs de politesse desu et -masu. Un maximum de distance, pour exprimer son respect à l'interlocuteur, peut être atteint en utilisant des verbes de substitution plus formels (voir tableau des verbes, colonne « Formel »).

### Langage du respect
Le langage du respect, sonkeigo, est utilisé pour exprimer le respect dû « par le locuteur à la personne dont il parle », par exemple un supérieur ou un client/sa société. Cette personne peut très bien être l'interlocuteur à qui le locuteur est en train de parler ou une personne qui n'est pas présente physiquement.
Les termes « locuteur » et « personne dont on parle » peuvent être pris au sens large, c'est-à-dire que le locuteur peut parler pour lui-même ou pour son groupe (uchi), par opposition à la personne ou au groupe (soto) dont il est question (voir plus bas, « Groupes sociaux »).
Les conventions sociales impliquent en règle générale qu'on n'utilise pas le sonkeigo pour parler de soi-même ou de son groupe. Ceci étant, cette construction, même si très rarement utilisée car socialement non acceptable, est théoriquement possible (cf. par exemple le suffixe -様 dans les mots « この俺様が… », manière de parler de soi-même que l'on peut retrouver dans de nombreux dessins animés japonais).

### Langage de la modestie
Le langage de la modestie, ou kenjōgo, est celle des trois dimensions de la politesse japonaise qui est la plus difficile à appréhender, et qui est en général la plus mal comprise. Le kenjōgo s'utilise pour exprimer une relation verticale existant entre deux personnes (ou leurs groupes respectifs) dont le locuteur parle.
Le cas le plus fréquent d'utilisation du kenjōgo est de très loin celui où le locuteur parle de lui-même en se plaçant en bas de la relation verticale qui l'oppose à son interlocuteur, afin de se montrer modeste.

## Utilisation

### Relations verticales
La société japonaise, marquée par le confucianisme, met l'accent sur la différenciation des statuts et l'importance de la hiérarchie. La grammaticalisation du système de politesse en japonais tire son origine du respect envers les divinités puis, au VIIIe siècle et au XIIe siècle, de la complexification de la hiérarchie de la cour.
Aujourd'hui, la hiérarchie établie à l'époque de la société féodale japonaise reste profondément ancrée dans la société moderne : relations chef/subordonné, professeur/élève, parent/enfant, aîné/cadet. La politesse est extrêmement importante dans les relations professionnelles et à ce titre, il arrive que les jeunes employés soient formés à son utilisation correcte.

### Groupes sociaux
Dans le cas de la politesse référentielle, la position de la personne dont il est fait référence, par rapport au locuteur, influe sur le choix du mode de politesse. Lorsque le locuteur parle de lui-même ou d'une personne qui appartient à son groupe (内, uchi, « à l'intérieur ») à une personne hors de son groupe (外, soto), il utilisera le langage de la modestie. Si au contraire, le locuteur parle d'une personne hors du groupe, le langage du respect sera systématiquement utilisé. Les personnes du groupe correspondent à la famille, les collègues, les personnes d'un même club. Les personnes hors du groupe peuvent par exemple correspondre à des personnes qu'on rencontre pour la première fois ou à des employés d'autres entreprises avec lesquelles on est en relation.
La maîtrise de la politesse en japonais est importante dans le fonctionnement de la société japonaise. Ne pas parler suffisamment poliment peut être insultant mais parler trop poliment peut créer une distance non nécessaire et donc être d'une certaine manière insultant. Des études récentes tendent cependant à montrer que la politesse est de moins en moins considérée comme importante par les Japonais vivant en zone urbaine.

### Sexe du locuteur
Selon la situation, le sexe du locuteur peut influer sur l'utilisation de la politesse en japonais. En général, les femmes utilisent plus souvent le langage poli, que ce soit par l'utilisation de formes spécifiques ou par l'utilisation d'un vocabulaire plus poli.

## Constructions de la politesse
La politesse en japonais se traduit par différents mécanismes linguistiques :
- verbes spécifiques ;
- constructions honorifiques ;
- forme passive ;
- noms polis ;
- préfixes/suffixes de politesse.

### Verbes
| Signification      | Forme du dictionnaire | Respect (sonkeigo)                             | Modestie (kenjōgo)              | Formel (teichōgo)                                        |
| ------------------ | --------------------- | ---------------------------------------------- | ------------------------------- | -------------------------------------------------------- |
| être               | ある aru              |                                                |                                 | ござる（ございます) gozaru (gozaimasu)                   |
| être               | いる iru              | いらっしゃる irassharu おいでになる oideninaru |                                 | おる（おります） oru (orimasu)                           |
| aller              | 行く iku              | いらっしゃる irassharu おいでになる oideninaru | 伺う ukagau 参る mairu          | 参る（参ります） mairu (mairimasu)                       |
| venir              | 来る kuru             | いらっしゃる irassharu おいでになる oideninaru | 伺う ukagau 参る mairu          | 参る（参ります） mairu (mairimasu)                       |
| recevoir           | もらう morau          |                                                | いただく itadaku                |                                                          |
| donner             | あげる ageru          |                                                | さしあげる sashiageru           |                                                          |
| donner             | くれる kureru         | くださる kudasaru                              |                                 |                                                          |
| faire              | する suru             | なさる nasaru                                  | いたす itasu                    | いたす (いたします) itasu (itashimasu)                   |
| dire               | 言う iu               | おっしゃる ossharu                             | 申し上げる mōshiageru 申す mōsu | 申す（申します） mōsu (mōshimasu)                        |
| voir               | 見る miru             | ご覧になる goran ni naru                       | 拝見する haiken suru            |                                                          |
| rencontrer         | 会う au               | お会いになる oai ni naru                       | お目にかかる ome ni kakaru      |                                                          |
| savoir             | 知る shiru            | ご存知だ gozonji da                            | 存じている zonjiteiru           | 存じている（存じております） zonjiteiru (zonjiteorimasu) |
| porter (vêtements) | 着る kiru             | お召しになる omeshi ni naru                    |                                 |                                                          |
| manger             | 食べる taberu         | 召しあがる meshi agaru                         |                                 | いただく（いただきます） itadaku (itadakimasu)           |
| boire              | 飲む nomu             | 召しあがる meshi agaru                         |                                 | いただく（いただきます） itadaku (itadakimasu)           |
| mourir             | 死ぬ shinu            | お亡くなりになる onaku nari ni naru            |                                 | 亡くなる（亡くなります） nakunaru (naku narimasu)        |

La forme du dictionnaire correspond à la forme de base des verbes, telle que trouvée dans les dictionnaires et utilisée en langage neutre ou familier.
Pour exprimer de la courtoisie envers son interlocuteur (teineigo), on utilise la terminaison masu avec les verbes.
Pour le langage de respect (sonkeigo) et le langage de modestie (kensongo/kenjōgo), soit on change la structure du verbe, soit on utilise un verbe spécifique. Généralement, en plus de ces formes, on utilise également la terminaison masu du teineigo, car les cas d'utilisation de sonkeigo/kenjōgo correspondent le plus souvent à des cas où l'on doit en même temps exprimer de la courtoisie à son interlocuteur.
Par ailleurs, dans nombre d’occurrences, il existe une façon d'exprimer la même idée plus « formelle » que le verbe standard (cf. colonne « Formel »). C'est notamment le cas de ござる (gozaru) par rapport à である ([de]aru) = です (desu), ou encore des verbes construits selon le modèle [kanji en on-yomi] ＋ [suru] (exemple : 食事する [shokuji suru] vs. 食べる [taberu]).
Le terme « plus formel » n'a pas le même sens que le terme « plus poli » : même si elles ont comme point commun une « augmentation d'intensité », il s'agit néanmoins de deux dimensions indépendantes. Contrairement à la politesse (keigo) qui est régie par des règles précises et complexes exposées ici, la « formalité » correspond simplement à l'existence dans le dictionnaire d'un verbe ayant globalement le même sens que le verbe « standard », mais comportant une connotation plus « formaliste » (penser par exemple aux différences entre les verbes « écrire » et « rédiger » en français), verbe auquel il est par ailleurs possible d'appliquer les règles du keigo.
En conclusion, le simple verbe suffit donc pour savoir quelles relations régissent le locuteur, l'interlocuteur et la personne dont il est fait référence.

### Préfixes
On trouve trois préfixes utilisables pour marquer le respect à des noms, adjectifs ou adverbes : « a », « o » et « go ». « o » et « go » (御) sont deux préfixes honorifiques, tandis que « a » est un préfixe d'humilité, utilisé pour parler de sa famille : a-ni-san, mon grand frère, et o-nii-san, votre/son grand-frère (voir l'article Dénomination d'une personne en japonais).
En règle générale, « o » s'attache aux mots d'origine japonaise, « go » aux mots d'origine chinoise.